# Teresa Sapey
Teresa Sapey   (Cuneo, 13 de juny de 1962) és una arquitecta i interiorista.

## Biografia
Va estudiar arquitectura a la Universitat Politècnica de Torí on es va llicenciar en 1985 per completar la seva formació acadèmica a París amb una altra llicenciatura BFA en la Parson School of Design i un màster en La Villette.
En 1990 es va traslladar a Madrid i va fundar el seu propi estudi d'arquitectura. Actualment és professora de recerca plàstica a la Universitat Camilo José Cela de Madrid i ha estat professora convidada a diverses universitats estrangeres (McGill University de Mont-real, Carleton Universtity d'Ottawa, la University of Waterloo de Toronto i Domus Academy de Milà).

## Obres destacades
Participa en el projecte de l'Hotel Porta Amèrica de Madrid encarregant-se de l'aparcament en el qual col·laboren divuit arquitectes i destacats dissenyadors com Jean Nouvel, Arata Isozaki, Norman Foster i Zaha Hadid. A partir d'aquest moment s'especialitza en el “No lloc”. En 2007 gana el concurs per a la reforma del Palau de Congressos de Madrid i, en 2012 s'encarrega de decorar la façana de l'Estació Nord de Madrid així com la Sala VIP de Paris Photo.

## Reconeixements
- 2005: Premi Arquitectura d'Interiors de la Comunitat de Madrid.
- 2006: Premi Millor Local Comercial de la Comunitat de Madrid.
- 2007: Wallpaper li nomena Breakthrough Designer de l'any.
- 2008: Premi Women together de Nacions Unides.[7]
- 2009: Títol Cavaliere della Repubblica Italiana amb grau de Commendatore concedit pel Govern Italià.
- 2010: Premi Estudi d'Interiorisme de l'any atorgat per Architectural Digest.[8]

## Obres publicades
- Sapone Sapey, Mondadori Electra, Milano, 2010.
- Pàrquing, Edizioni Gribaudo, Alessandria, 2008, pàg. 12-21.
- The Architecture of Pàrquing, Simon Henley, Thames & Hudson, London, 2007, pàg. 52.
- Cybercafes, Surf Interioris, Loftpublications, Barcelona, 2007, pàg. 144-149.
- Dress Code, Interior Design for Fashion Shops, Frame Publishers, Amsterdam, 2006, pàg. 298-303.
- Bagni, Federico Motta Editore, Milano, 2004, pàg. 267-271.
- Sapore Sapey, Mondadori Electa, Milano, 2004.
- Scale, Federico Motta Editore, Milano, 2003, pàg. 228-229.
- The International Design Book 2003, Laurence King Publishing, 2003, pàg. 126.
- Loft, Federico Motta Editore, Milano, 2002, pàg. 326-337.
- Caffé i Ristoranti, Federico Motta Editore, Milano, 2000, pàg. 316-325.